# Automobilové klenoty
Automobilové klenoty je soutěž elegance a výstava motorových vozidel (dříve i motocyklů), především veteránů, která se koná pravidelně od roku 2018 v areálu golfového hřiště Galerie Golf Hostivař v pražské Hostivaři. Každý ročník je vedle výstavy a soutěže zaměřen na určité téma:  v roce 2018 to byly automobily a motocykly první republiky, v roce 2019 filmové automobily a motocykly, výstava plánovaná na rok 2020, která se neuskutečnila z důvodu covidových restrikcí měla být zaměřena na sportovní a závodní automobily.

## Inspirace světovými výstavami
Uspořádání výstavy v netradičním prostředí golfového klubu, kde jednotlivé exponáty jsou umístěny přímo na greenech golfového hřiště, bylo inspirováno výstavou v Pebble Beach. Pebble Beach je resort v Kalifornii, kde je hned několik golfových hřišť a v jednom z nich se již od roku 1950 každoročně koná Pebble Beach Concours d'Elegance, přičemž jednotlivé ročníky se zaměřují vždy na jinou značku automobilů. Pro vlastní formát akce byla však inspirací slavná Concorso d'Eleganza Villa d'Este která se od roku 1929 koná na březích italského jezera Lago di Como.

## Ročník 2018: První republika
První ročník se konal 25. srpna 2018, v roce 100. výročí vzniku Československa (současně byl součástí oslav 950 let vzniku Hostivaře), proto byl zaměřen na automobily a motocykly první republiky. Vystaveno bylo celkem 61 vozidel (53 automobilů a 8 motocyklů), přitom byly mimo jiné zastoupeny československé značky Aero, Jawa, Laurin & Klement, Praga, Tatra, Škoda, Walter, Wikov, Zbrojovka) a také zahraniční značky. Několik exponátů na výstavu zapůjčil také pan Emil Příhoda, majitel dlouhodobě uzavřeného Automuzea Praga. Z jeho sbírky bylo možné vidět např. vůz Praga Grand, rok výroby 1919, který používal Tomáš Garrigue Masaryk jako své služební vozidlo. Absolutním vítězem výstavy se stal vůz Jawa Minor z roku 1938, cenu ředitele výstavy získal vůz Tatra 87, mezi motocykly se vítězem stal ČZ 98 v provedení sidecar z roku 1932. V nákladu 1500 ks byla též vydána speciální publikace výstavy „Automobilové klenoty“.

## Ročník 2019: Auta z filmů
Druhý ročník se konal v sobotu 22. června 2019 s podtitulem Auta z filmů. Vystavovány byly mimo jiné následující automobily a motocykly ze slavných filmů a seriálů československé a české produkce: Velorex 350 (16/350), rok výroby 1969 (film Vrchní, prchni), Mercedes-Benz 240 D, (rok výroby 1974 Pan Tau a Arabela), Jaguar E-type 2. série, rok výroby 1968, ve kterém jezdil kapitán Exner ve stejnojmenném seriálu, Tatra 87 (rok výroby 1939, film Šakalí léta), Škoda Tudor (rok výroby 1947, film Ve stínu), Adler (rok výroby 1939,  film Lidice: získal ocenění nejelegantnější filmový vůz), BMW 326 Cabrio (rok výroby 1938: film Lída Baarová), Škoda 440 Spartak (rok výroby 1958: film Pouta), Wanderer (rok výroby 1938: film Fotograf), GAZ-M13 Čajka (rok výroby 1969, filmy: Šakalí léta a Hořící keř), Tatra 12 (rok výroby 1930: Pan Tau), Lincoln L 1928 (rok výroby 1928: film Lída Baarová), Ford A Cabrio (rok výroby 1930: seriál Dobrodružství kriminalistiky), Morris Minor (rok výroby 1928: film a seriál Saturnin), Tatra 57 (rok výroby 1933) a motocykl BMW R 69 S (rok výroby 1964): film Dívka na koštěti, motocykl ČZ 125, rok výroby 1947: film Šakalí léta. Dále zde byl vystavován Pontiac Firebird Trans Am s interiérem upraveným jako KITT se kterým jezdil herec David Hasselhoff jako Michael Long v seriálu Knight Rider.
Vedle sekce filmových aut byly na greenech golfového hřiště vystaveny desítky dalších automobilů a motocyklů včetně některých účastníků letošního ročníku  1000 mil československých. Mezi nejstarší vystavené exponáty patřil Renault VI (rok výroby 1905) a De Dion-Bouton (rok výroby 1906). Soutěže v devíti třídách se zúčastnilo 54 automobilů a 20 dvoukolových nebo tříkolových vozidel (vyrobených v letech 1905 až 1983) a porota hodnotila i Soutěž elegance ve třech třídách. Hned tři ocenění získal unikátní vůz Lagonda V12 DHC z roku 1939: absolutní prvenství v hodnocení odborné poroty i Soutěži elegance, dále cena v kategorii předválečných automobilů mezi roky 1918 až 1939. Renovace vozu byla dokončena krátce před konáním akce, na které byl vystavován vůbec poprvé. Celkem bylo vyrobeno jen 186 kusů modelu Lagonda V12 ve čtyřech základních karosářských verzích (tourer, saloon, coupe, limousine), vystavený exemplář na zkráceném podvozku navíc pohání motor, který byl použit pro závodní vozy, které se v roce 1939 úspěšně zúčastnily závodu 24 hodin Le Mans. Konstrukce dvanáctiválce je označována za vrcholné dílo Waltera Owena Bentleyho, spoluzakladatele automobilky Bentley.

## Ročník 2020: Sportovní a závodní vozy
Třetí ročník výstavy byl naplánován na 16. až 17. května 2020, jako hlavní téma byly zvoleny sportovní a závodní vozy.. Z důvodu covidových restrikcí se tento ročník nekonal a akce měla nucenou tříletou pauzu.

## Fotogalerie

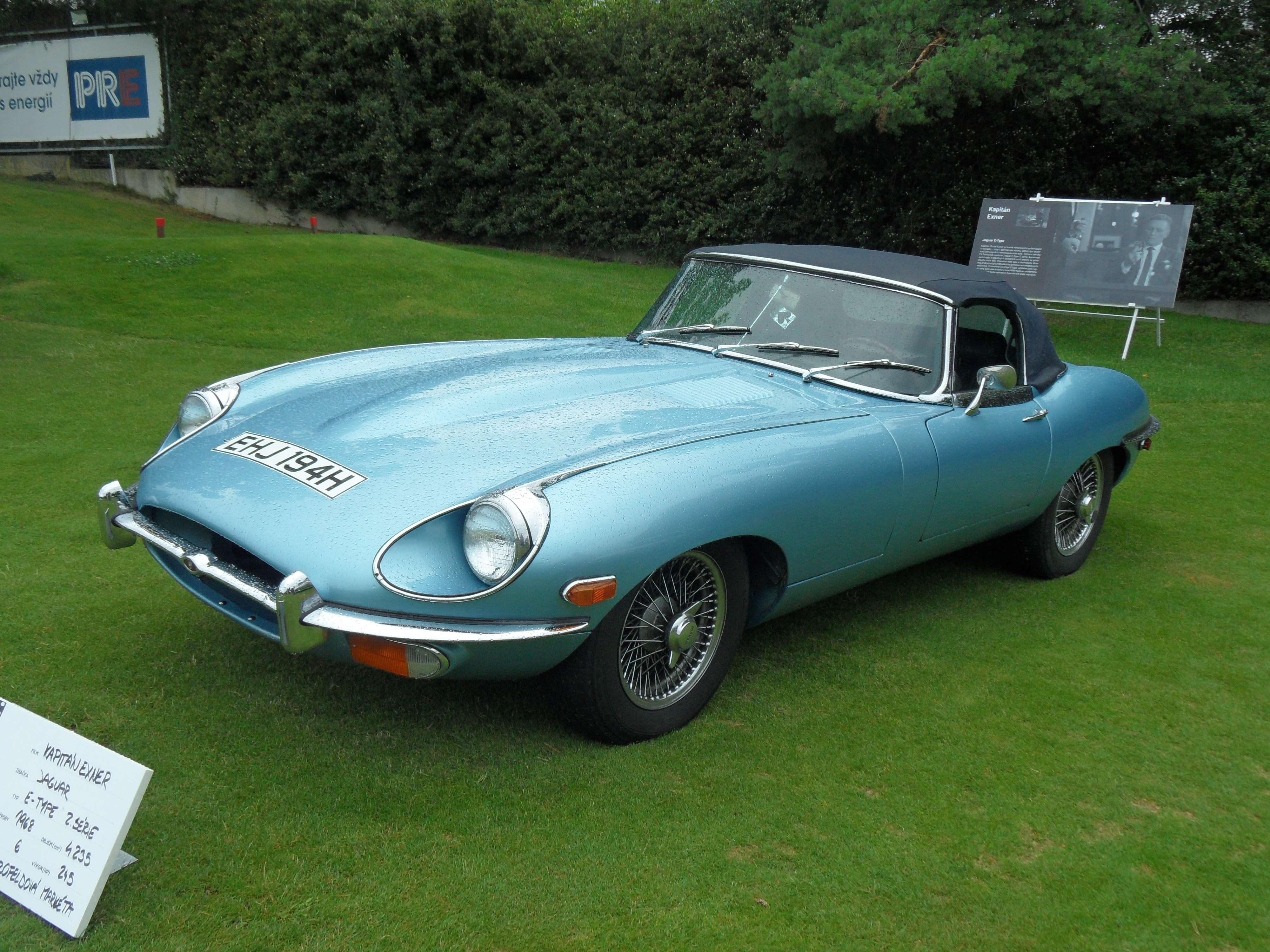
Filmová auta: Jaguar E-type, Kapitán Exner
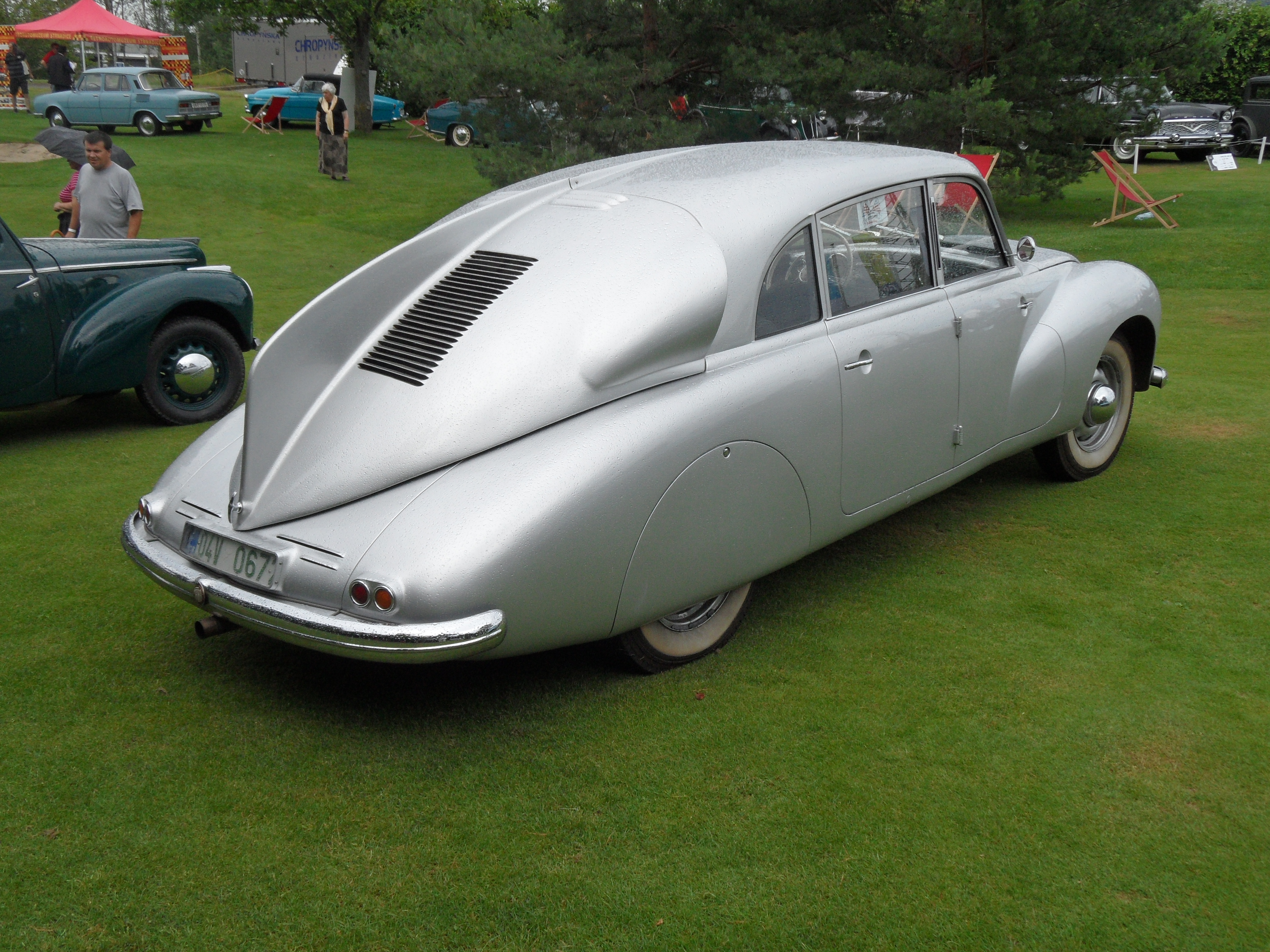
Filmová auta: Tatra 87, Šakalí léta
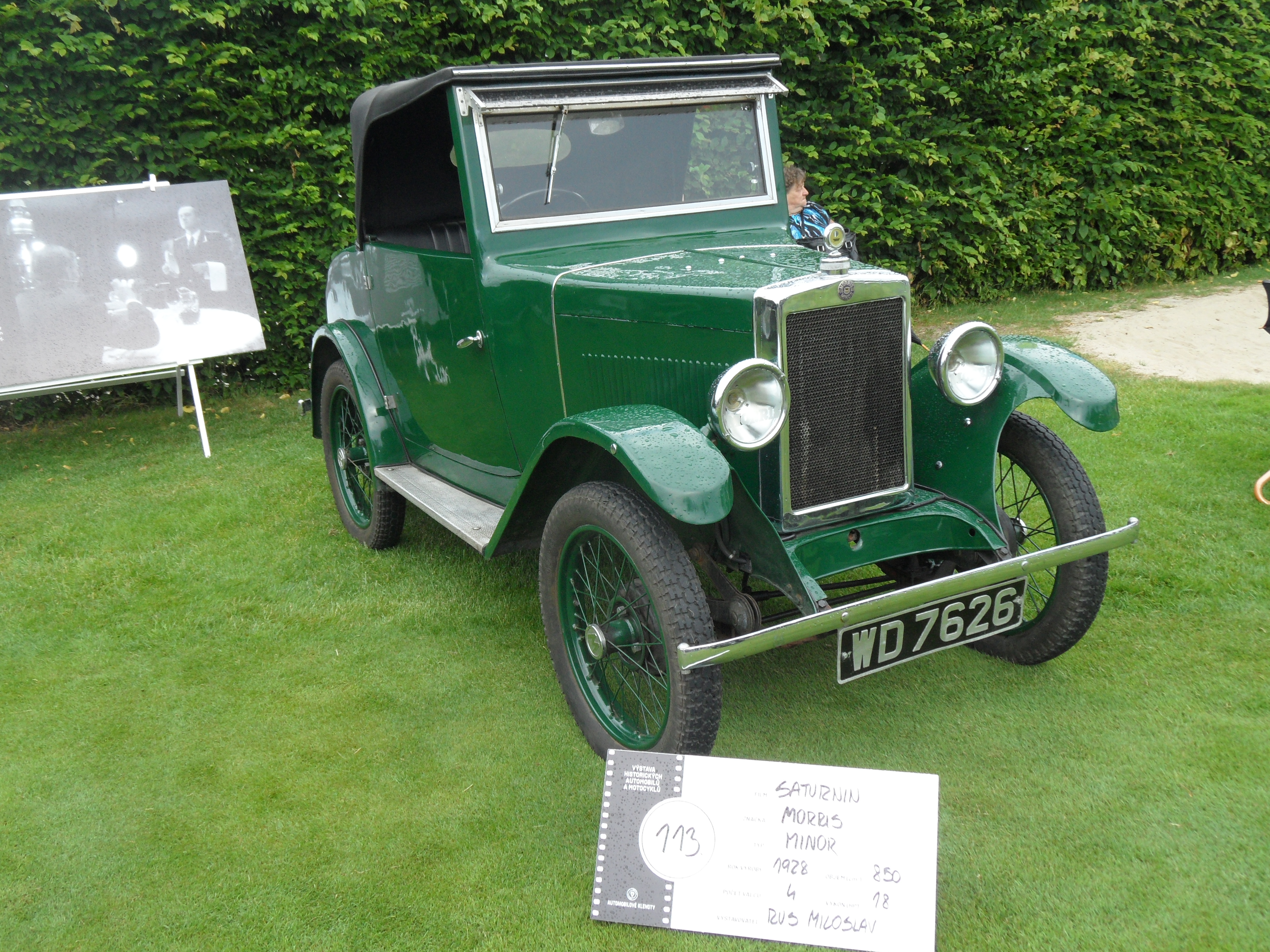
Filmová auta: Morris Minor, Saturnin: film a seriál
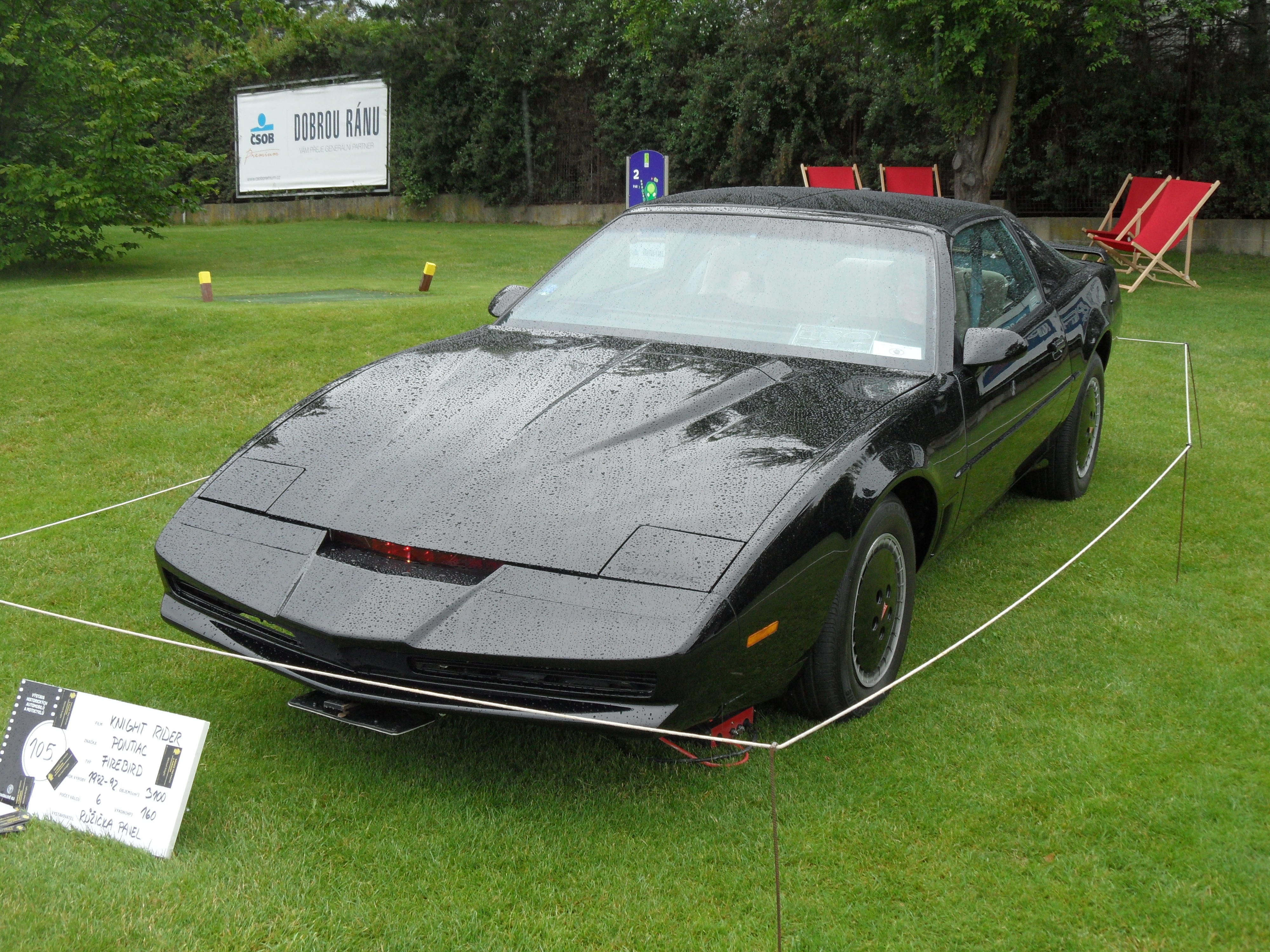
Filmová auta: Pontiac Firebird jako KITT, seriál Knight Rider
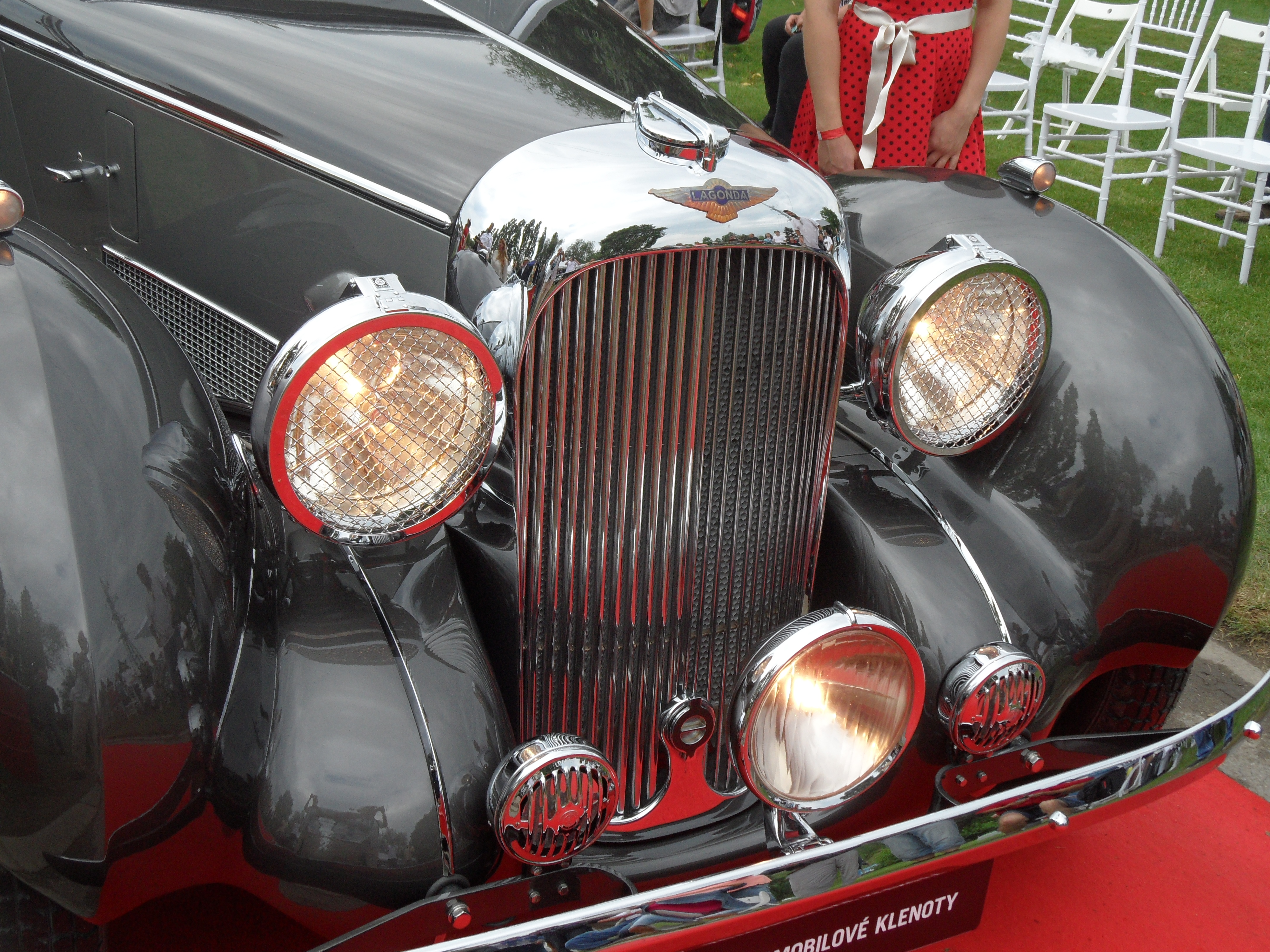
Oceněná Lagonda